# Les Loges (Sena Marítimo)
Les Loges é uma comuna francesa na região administrativa da Normandia, no departamento de Sena Marítimo. Estende-se por uma área de 14,93 km². Em 2010 a comuna tinha 1 154 habitantes (densidade: 77,3 hab./km²).